# Margita Figuli
Margita Figuli (2 octobre 1909, Vyšný Kubín - 27 mars 1995, Bratislava) est une écrivaine slovaque.
En parallèle de son emploi dans une banque, Margita Figuli publie ses premiers textes en prose et poèmes dans des revues à la fin des années 1920.
En 1940 sort son œuvre Olovený vták dont le caractère antiguerre lui vaudra d'être licenciée par son employeur. La même année, le succès de Tri gaštanové kone (traduit en anglais sous le titre de Three Chestnut Horses (en)) lui permet de se consacrer entièrement à l'écriture. L'ouvrage sera en effet réédité à huit reprises durant les sept ans qui suivent et devient un classique de la littérature slovaque.